# Ma trận tương đương
Trong đại số tuyến tính, hai ma trận chữ nhật A và B có cùng cỡ m × n được gọi là tương đương nếu
{\displaystyle \!B=Q^{-1}AP}
trong đó P và Q là các ma trận khả nghịch có cỡ tương ứng n × n và m × m. Các ma trận tương đương biểu diễn cho cùng một biến đổi tuyến tính V → W dưới hai cách chọn một cặp cơ sở khác nhau của V và W, với P và Q là các ma trận chuyển cơ sở tương ứng trong V và W.
Nếu P là ma trận đơn vị thì khi đó ta có sự tương đương hàng, còn nếu Q là ma trận đơn vị thì ta có sự tương đương cột.
Khái niệm ma trận tương đương nên được phân biệt với khái niệm ma trận đồng dạng chỉ được định nghĩa cho các ma trận vuông và có tính hạn chế hơn (các ma trận đồng dạng thì chắc chắn là tương đương, nhưng các ma trận vuông tương đương có thể không đồng dạng). Khái niệm đó tương ứng với các ma trận biểu diễn cho cùng một tự đồng cấu V → V dưới hai cách chọn một cơ sở của V, đối với cả vectơ ban đầu và ảnh của chúng.

## Tính chất
Sự tương đương ma trận là một quan hệ tương đương trên không gian các ma trận chữ nhật.
Đối với hai ma trận chữ nhật cùng cỡ, sự tương đương của chúng còn có thể được đặc trưng bởi các điều kiện sau
- Các ma trận có thể được chuyển đổi qua lại bởi một tổ hợp các phép biến đổi hàng và cột sơ cấp.
- Hai ma trận tương đương khi và chỉ khi chúng có cùng hạng.

## Dạng chính tắc
Từ tính chất của hạng nói trên, một cách trực quan ta có dạng chính tắc cho các ma trận thuộc cùng một lớp tương đương có hạng {\displaystyle k} là
{\displaystyle {\begin{pmatrix}1&0&0&&\cdots &&0\\0&1&0&&\cdots &&0\\0&0&\ddots &&&&0\\\vdots &&&1&&&\vdots \\&&&&0&&\\&&&&&\ddots &\\0&&&\cdots &&&0\end{pmatrix}}},
trong đó số các số {\displaystyle 1} trên đường chéo chính bằng {\displaystyle k}. Đây là trường hợp đặc biệt của dạng chính tắc Smith, tổng quát hóa khái niệm này từ không gian vectơ lên các mô đun tự do trên các vành chính.